# ذراع الدور

تعديل مصدري - تعديل

ذراع الدور هي إحدى قرى عزلة القارة بمديرية رصد التابعة لمحافظة أبين، بلغ تعداد سكانها 84 نسمة حسب تعداد اليمن لعام 2004.